# Pselaphaulax flavus
Pselaphaulax flavus Owens, Leschen & Carlton, 2019 è un coleottero appartenente alla famiglia Staphylinidae.

## Etimologia
Il nome della specie deriva dalla parola latina flavus, che significa giallo, per commemorare Old Yellow, il maschio dell'ultima coppia riproduttiva di pettirossi adulti rimasti sulle isole Chatham nel 1980. Tutti i pettirossi oggi viventi sull'isola sono discendenti di quest'ultima coppia della specie, che si è salvata appena in tempo dall'estinzione.

## Distribuzione
Gli esemplari di questa specie finora rinvenuti appartengono ad una sola ricognizione effettuata nell'isola South East, a 5 Km dall'isola Pitt, nell'arcipelago delle isole Chatham, al largo delle coste orientali della Nuova Zelanda
Ricerche piuttosto estese nelle collezioni dei musei di altri esemplari di questa specie non hanno avuto esito, portando a ritenere che P. flavus sia endemico delle isole Chatham.

## Caratteristiche
La forma dell'edeago è asimmetrica, con il lobo mediano allungato e ricurvo verso il basso, sporgente dall'estensione dorsale carnosa allungata.

## Tassonomia
Al 2021 non sono note sottospecie e dal 2019 non sono stati esaminati nuovi esemplari.